# Барриос де Чаморро, Виолета
Виоле́та Ба́рриос То́ррес де Чамо́рро (исп. Violeta Barrios Torres de Chamorro; 18 октября 1929[…], Ривас — 14 июня 2025, Сан-Хосе) — никарагуанская журналистка, политический и государственный деятель. Президент Никарагуа с 25 апреля 1990 по 10 января 1997 года.

## Биография
Родилась 18 октября 1929 года в городе Ривасе в богатой аристократической семье Карлоса Барриоса Сакаса и Амалии Торрес Уртадо.
Супруга известного лидера оппозиции в годы диктатуры Анастасио Сомосы, Педро Хоакина Чаморро Карденаля. Её муж был убит в 1978 году агентами режима Сомосы. После смерти мужа сменила его на посту редактора оппозиционной газеты La Prensa, обладавшей самым большим тиражом в Никарагуа тех лет. Затем стала её директором и совладелицей. Была вице-президентом Комитета по свободе печати при Межамериканском обществе печати.
После свержения Сомосы вошла в состав революционной хунты, где занималась вопросами здравоохранения и социального обеспечения. Однако уже через год, в апреле 1980 года, ушла в отставку в знак протеста против усиления влияния сандинистов в коалиционном правительстве, которое возглавлял Даниэль Ортега после принятого решения о расширении Совета государства с 33 до 47 членов.
25 февраля 1990 года была избрана президентом Никарагуа от Национального союза оппозиции. 25 апреля 1990 года вступила в должность. Осуществила в стране процесс национального примирения, отменила обязательную военную службу, либерализовала экономику. После завершения президентских полномочий в январе 1997 года более не занималась политической деятельностью, жила в своём доме в Манагуа до эмиграции в Коста-Рику в октябре 2023 года.
Автор автобиографии, написанной в 1996 году (Dreams of the Heart, «Мечты сердца»).
Умерла 14 июня 2025 года в Сан-Хосе, Коста-Рика. Её семья объявила, что она будет похоронена в Коста-Рике, где она останется «до тех пор, пока Никарагуа вновь не станет республикой».

## Личная жизнь
8 декабря 1950 года в родном городе вышла замуж за Педро Хоакина Чаморро Карденаля (1924—1978). В браке родились:
- Педро Хоакин (род. 1951)
- Клаудиа Лусия (род. 1952)
- Кристиана[англ.] (род. 1954)
- Карлос Фернандо (род. 1956)

В 1990-е годы дети Виолетты Чаморро занимали противоположные политические позиции. Педро стал советником матери, активно сотрудничал с США и был одним из руководителей «никарагуанского сопротивления». Поддерживала мать и Кристиана. Она публиковала статьи в поддержку Оппозиционного национального союза и его кандидата на пост страны — Виолетты Чаморро. Её муж — Антонио Лакайо — был ближайшим советником и руководителем избирательной кампании сеньоры Чаморро. Карлос Фернандо стал активным членом СФНО и возглавил его официальную газету «Баррикада» до 1994 года (и с тех пор как ведущий оппозиционный журналист страны активно критикует руководство партии в лице Даниэля Ортеги). Клаудиа Лусия, работавшая в посольстве Никарагуа в Испании, накануне выборов опубликовала в газете «Баррикада» открытое письмо, в котором просила мать снять свою кандидатуру от партии, которая выражает интересы «американского империализма и связана с контрас». Но сама Виолетта Чаморро говорит:

Мои дети все мне дороги без исключения. Этот дом — единственное место на земле, где они собираются вместе, как друзья. Мы все вместе празднуем наши дни рождения. Я всегда прошу детей, чтобы они не говорили о политике, не спорили. И хотя без этого не обходится, они никогда не расставались врагами…